# Шрейбер, Владимир Андреевич
Влади́мир Андре́евич Шре́йбер (6 [18] октября 1817, Санкт-Петербург — 27 января [8 февраля] 1900, Санкт-Петербург) — русский архитектор, академик и профессор архитектуры Императорской Академии художеств.

## Биография
Родился 6 [18] октября 1817 года в Петербурге в семье фабриканта бронзовых изделий. Начальное образование получил в Петришуле, после чего в 1833 году поступил в Императорскую Академию художеств как вольноприходящий ученик. Получил медали Академии художеств: малая серебряная (1838), малая золотая медаль (1839) за «проект театрального училища». В 1839 году был выпущен из академии со званием классного художника с правом на чин XIV класса и награждением шпагой.
Ещё во время обучения в Академии Художеств в январе 1838 года был командирован на работы по восстановлению интерьеров Зимнего дворца, пострадавшего от пожара (отделка комнат на половине Великих Княжен, рисунки плафона малахитовой гостиной, половины Александра II, Белого зала и плафона Золотой гостиной). В 1839 году определён младшим архитектором при постройке Мариинского дворца и дворца в Сергиевке. С 1843 года начал работу в должности младшего архитектора при строительстве и отделке интерьеров Исаакиевского собора. Осенью 1847 года оставил эту должность. В конце 1848 года определён архитектором Департамента горных и соляных дел, где находился 15 лет до 1863 года (им составлен рисунок диплома для горных инженеров). С 1864 года — член по техническо-художественному наблюдению за зданием Исаакиевского собора от Академии Художеств. 
В 1842 году признан «назначенным в академики», в 1846 — избран в академики. Получил звание профессора архитектуры (1859) без исполнения программы. Признан почётным вольным общником (1860). В 1864 году был определён профессором архитектуры Академии художеств «в уважение замечательных трудов по архитектуре». 
В 1869 году назначен, в качестве адъюнкт-профессора, преподавателем в архитектурном отделении Академии Художеств. В 1872 году избран членом совета Академии. В 1883 году назначен штатным профессором II степени
по архитектуре, в 1888 — штатным профессором I степени. В 1895 году вышел в отставку. В 1900 году, за три дня до смерти, избран в почётные члены Академии. Действительный статский советник (1882).
Скончался 27 [8] февраля 1900 года в Санкт-Петербурге. Похоронен на Волковом лютеранском кладбище, могила утрачена.

## Проекты и постройки

### Санкт-Петербург
- Отделка интерьеров Зимнего дворца (1838—1839).
- Отделка интерьеров Мариинского дворца (1838—1839).
- Приспособление частного дома для устройства церкви для эстонской общины (1840-е)[2].
- Руководство строительством и отделка интерьеров Исаакиевского собора (1843—1847).
- Отделка интерьеров особняка О. Монферрана. Набережная реки Мойки, 86 (1845—1846, перестроены)[7].
- Доходный дом (расширение). Серпуховская улица, 30 (1863)[8].
- Перестройка придворных конюшен и манежа (1867)[4].

### Другие места
- Отделка интерьеров дворца в Сергиевке (1838—1839).
- Почтовая станция Преображенск для Высочайших особ около Луги[4].